# Pomnik Ofiar Faszyzmu w Krakowie
Pomnik Ofiar Faszyzmu w Krakowie, pomnik Ofiar Obozu Koncentracyjnego w Płaszowie – pomnik znajdujący się na obrzeżu terenu dawnego niemieckiego nazistowskiego obozu koncentracyjnego Plaszow w Krakowie, upamiętniający ludzi zamordowanych przez hitlerowców w tym obozie. Powstał w roku 1964 według projektu architekta Witolda Cęckiewicza. Rzeźbę z wapienia pińczowskiego na konstrukcji żelbetowej wykonał Ryszard Szczypiński.

## Rzeźba i otoczenie
Pomnik przedstawia pięć postaci stojących w szeregu, z głowami ugiętymi pod ciężarem kamiennego bloku i wyrwą w kamieniu na wysokości piersi. Na tylnej części rzeźby znajduje się napis: W hołdzie męczennikom pomordowanym przez hitlerowskich ludobójców w latach 1943–1945. Pomnik ulokowany został na wale dawnych austro-węgierskich umocnień wojskowych (Szańca FS-22). Szaniec ten znajdował się przy zewnętrznym płocie obozowym, w czasie istnienia obozu dokonywano na nim masowych egzekucji. Plac apelowy obozu Plaszow oraz baraki więźniów znajdowały się na północny wschód od obecnego pomnika. Wokół pomnika wykonano założenie krajobrazowe z szerokimi schodami i roślinnością. Rzeźba nie posiada żadnych bezpośrednich odniesień do tożsamości upamiętnionych osób, ani odniesień w formie napisu do samego hitlerowskiego obozu.
Za pomnikiem i poza terenem szańca znajdują się trzy oddzielnie stojące tablice pamiątkowe. Jedna z nich, odsłonięta w 2000 roku, poświęcona jest pamięci żydowskich kobiet z Węgier, które przetrzymywano w obozie w Płaszowie, zanim zostały wywiezione do Auschwitz i zamordowane. Druga, ufundowana przez krakowską gminę żydowską, upamiętnia Żydów z Polski i Węgier zamordowanych w obozie Plaszow. Trzecia, odsłonięta 13 listopada 2012 roku, poświęcona jest żołnierzom Armii Krajowej, którzy służyli w granatowej policji i zostali rozstrzelani w obozie.
- Wideo

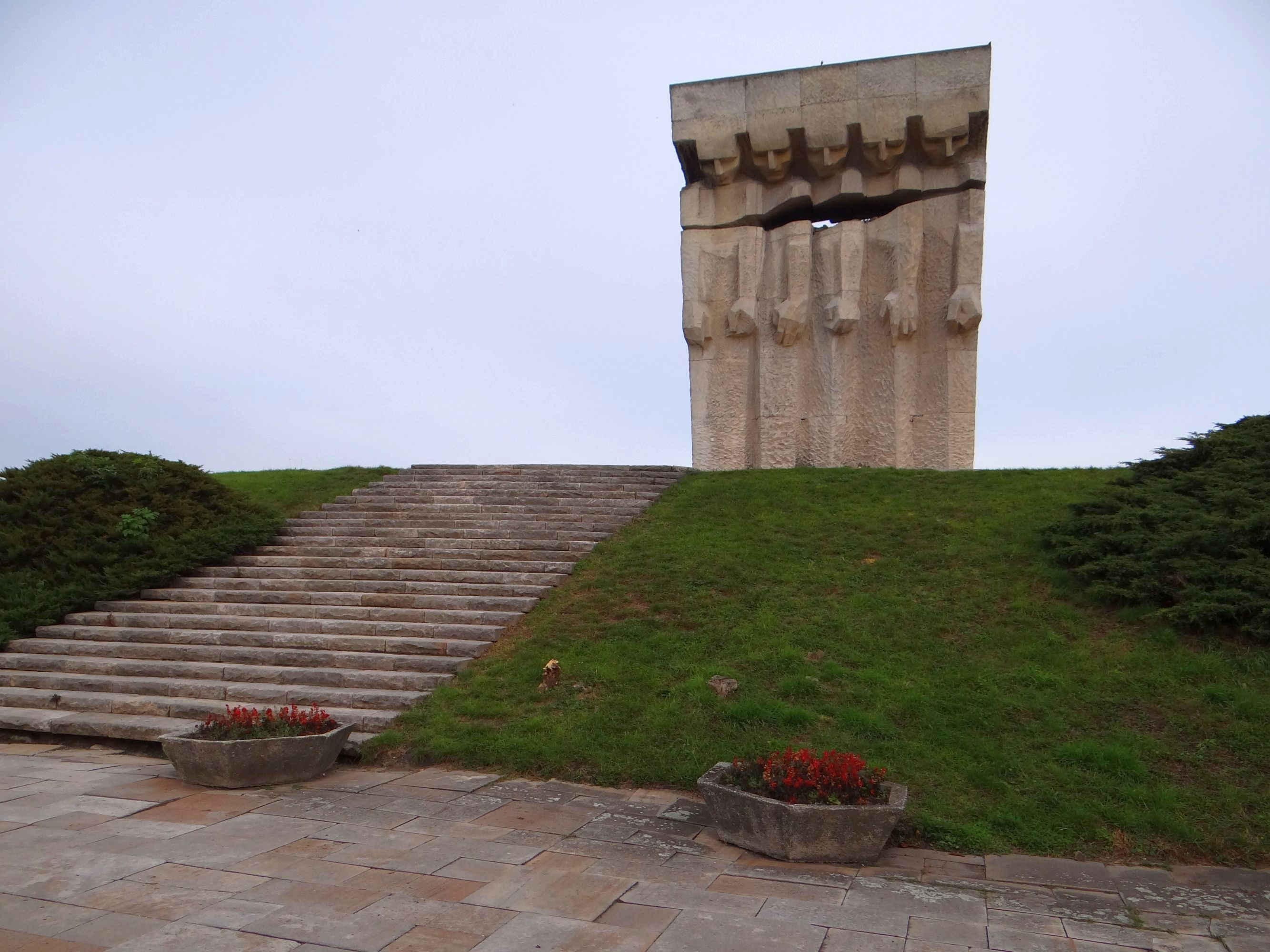
Pomnik Ofiar Faszyzmu
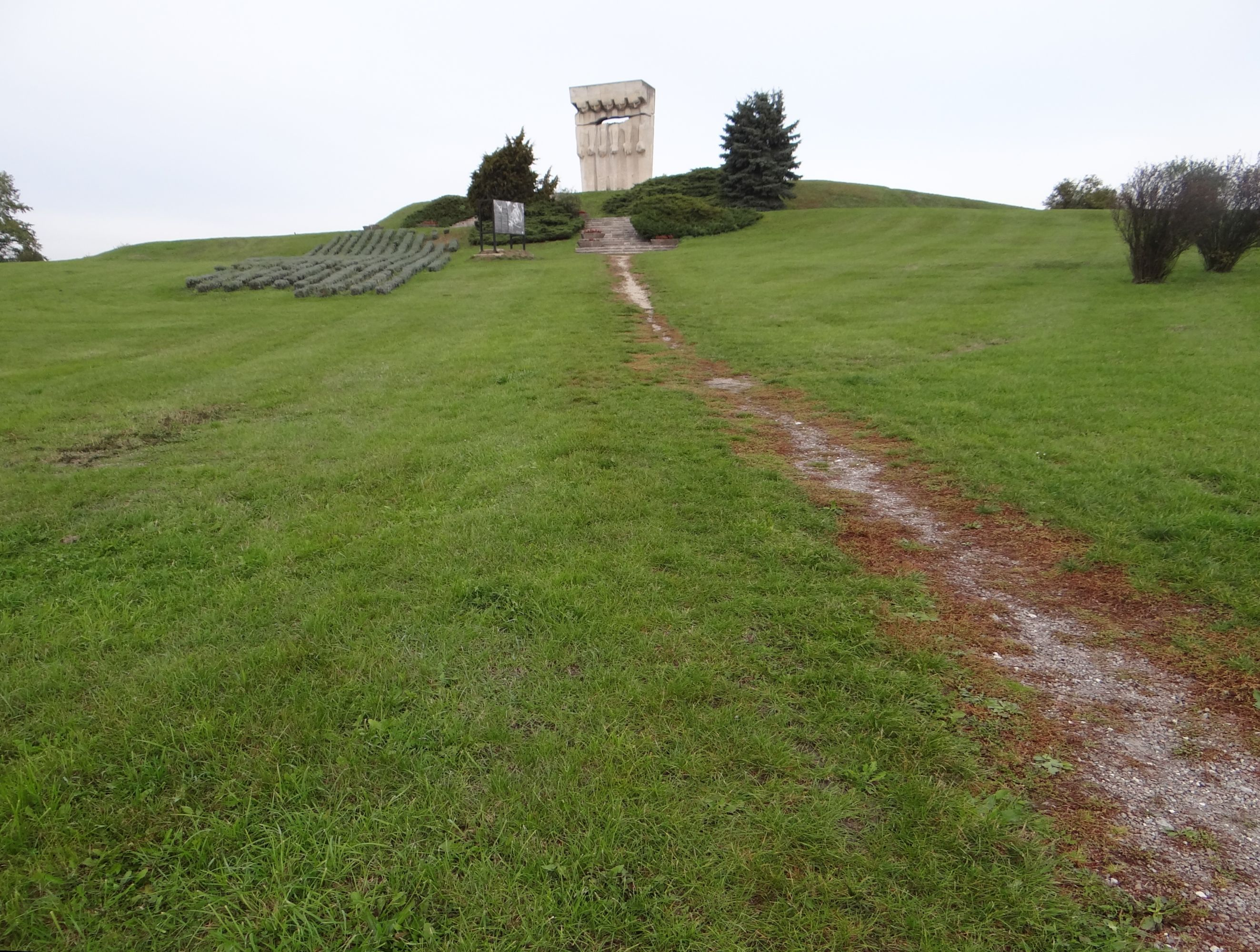
Pomnik Ofiar Faszyzmu
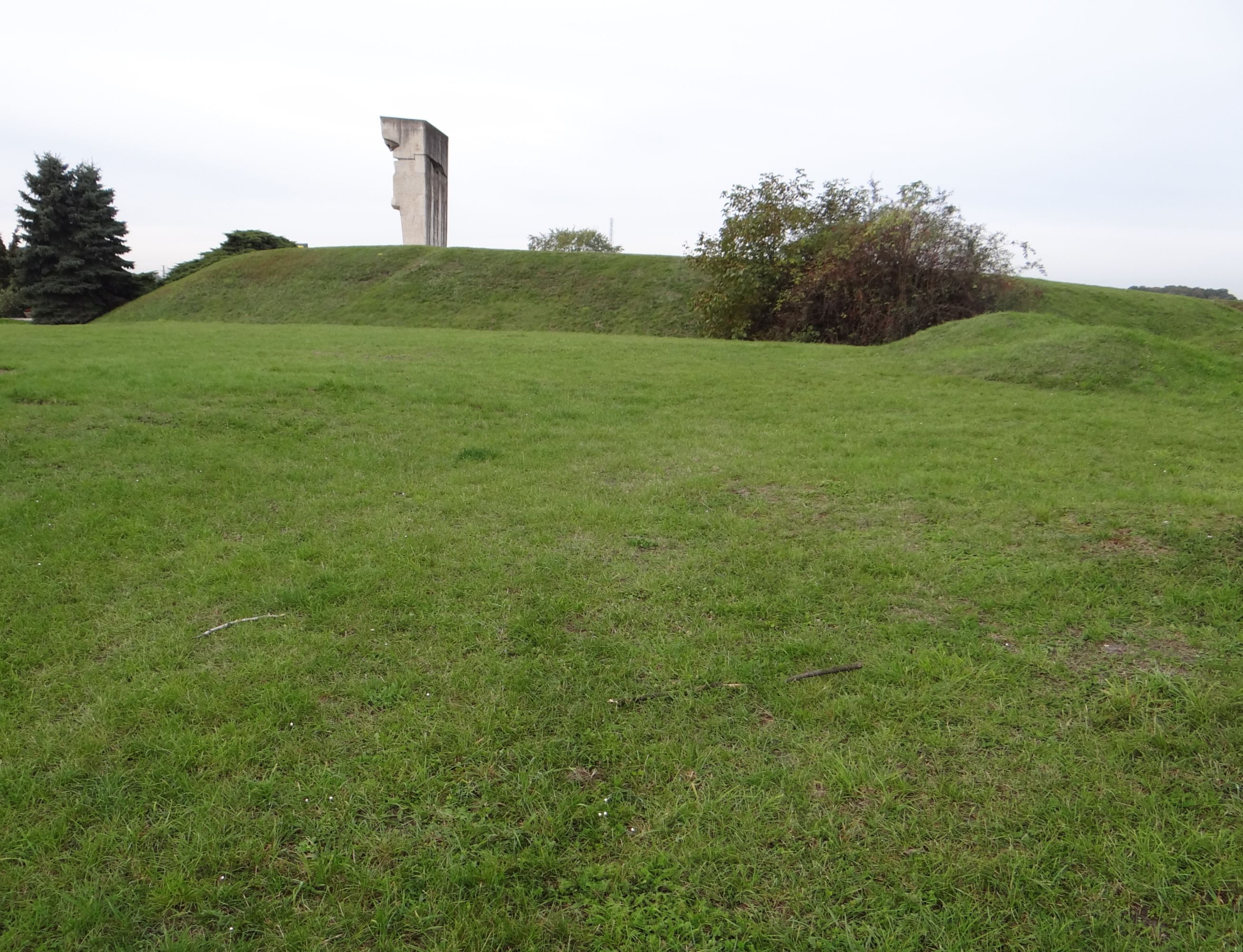
Pomnik Ofiar Faszyzmu
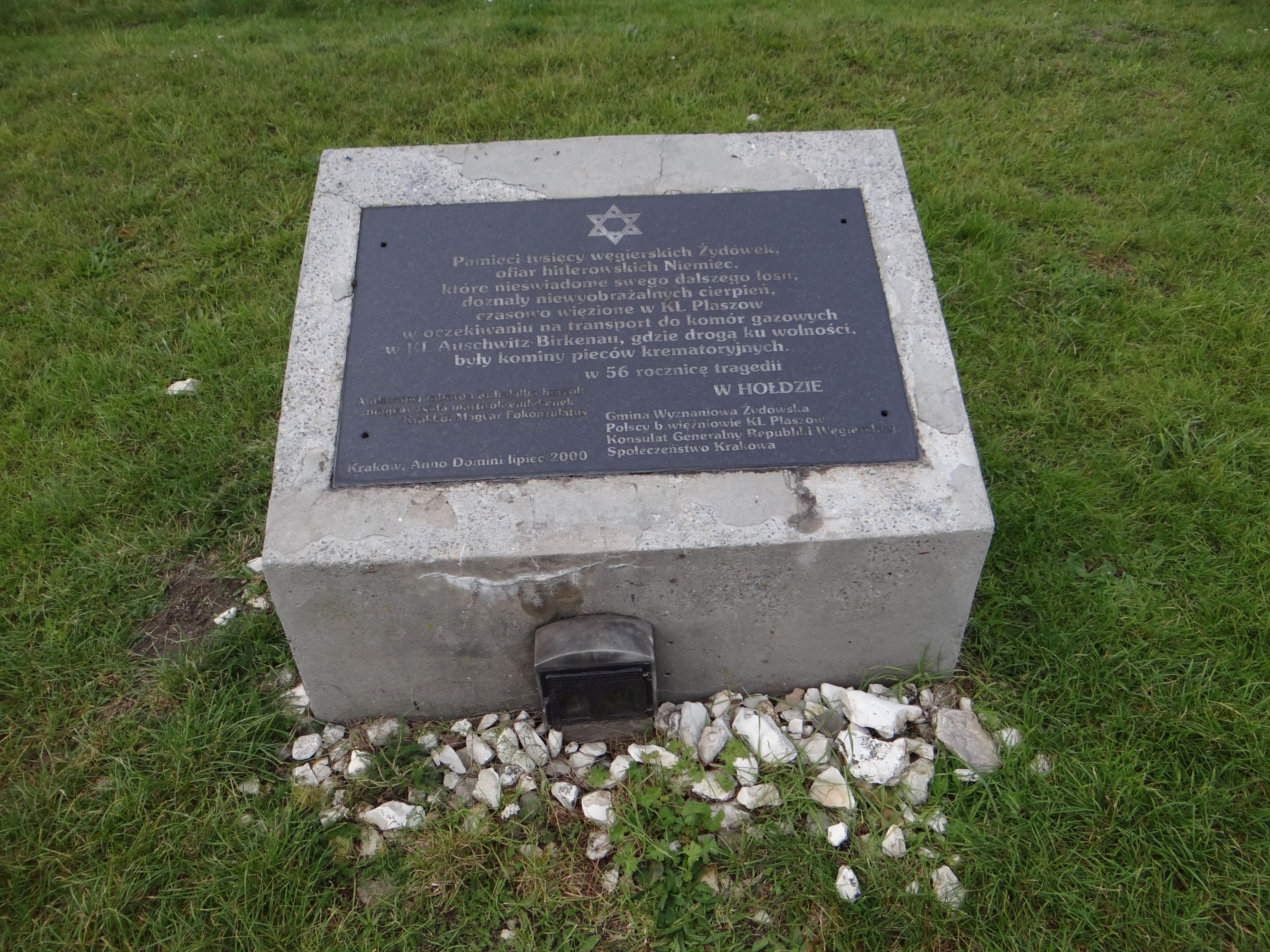
Tablica zamordowanych węgierskich Żydówek
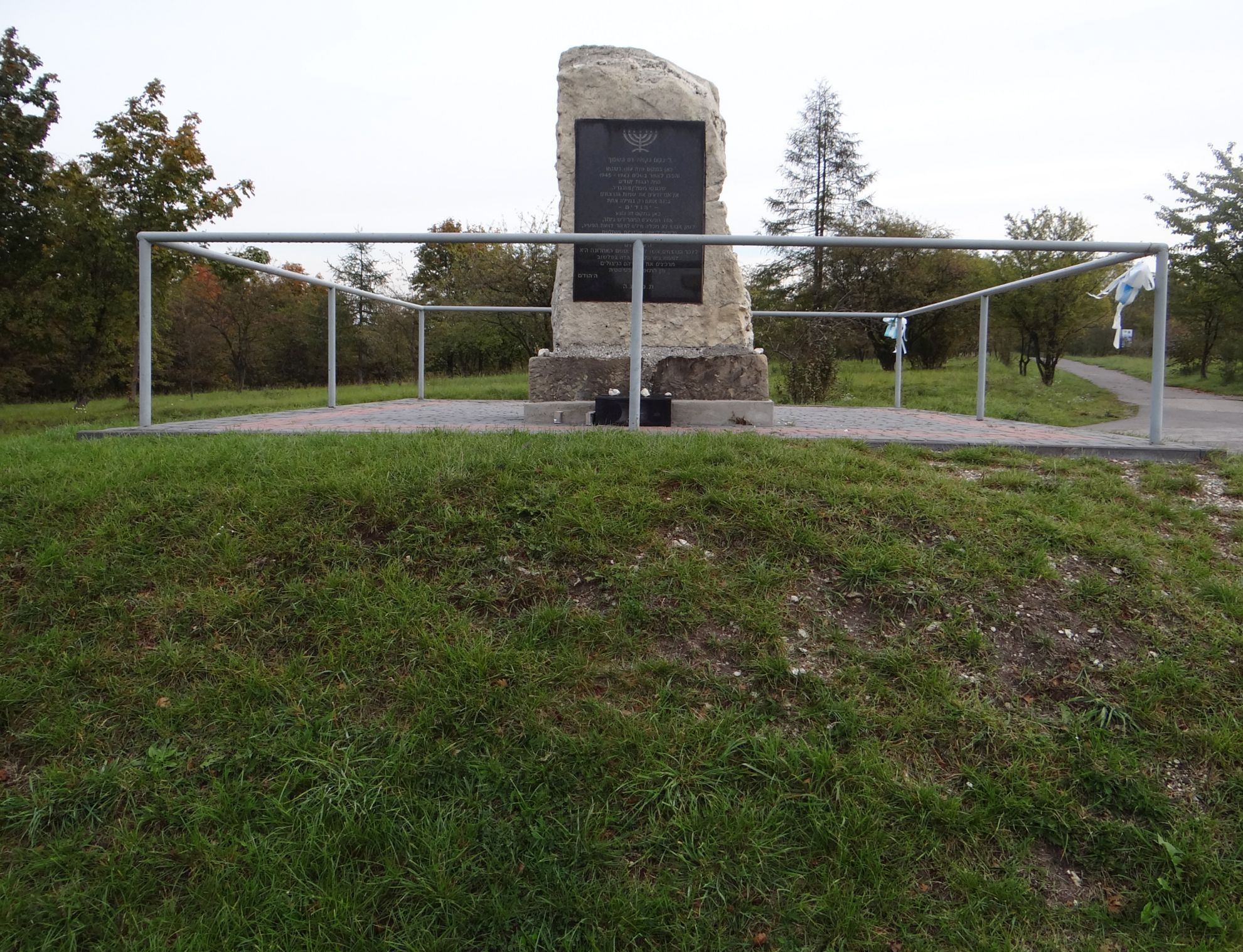
Pomnik zamordowanych polskich i węgierskich Żydów
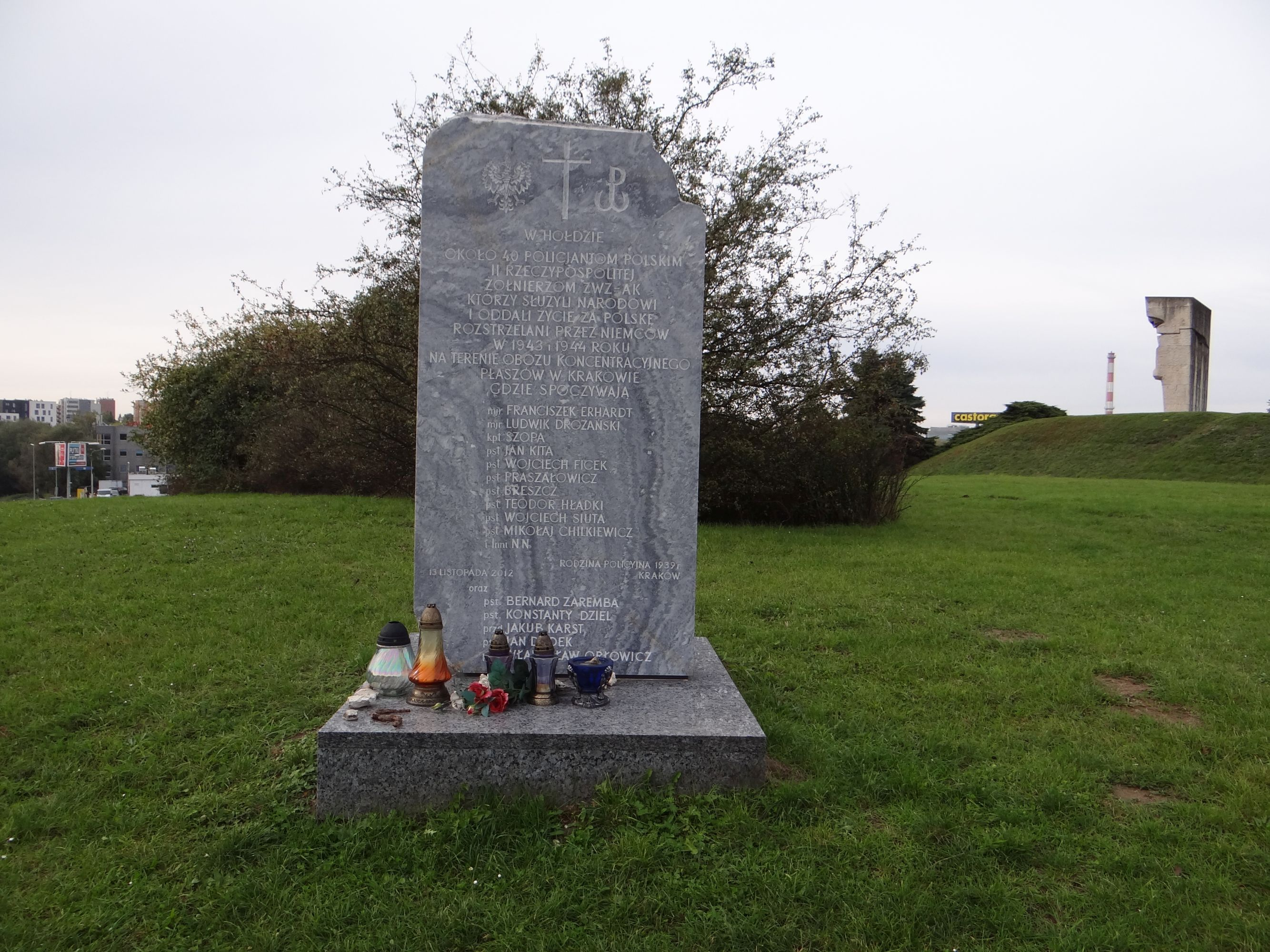
Pomnik zamordowanych polskich policjantów